# Chỉ số nô lệ toàn cầu

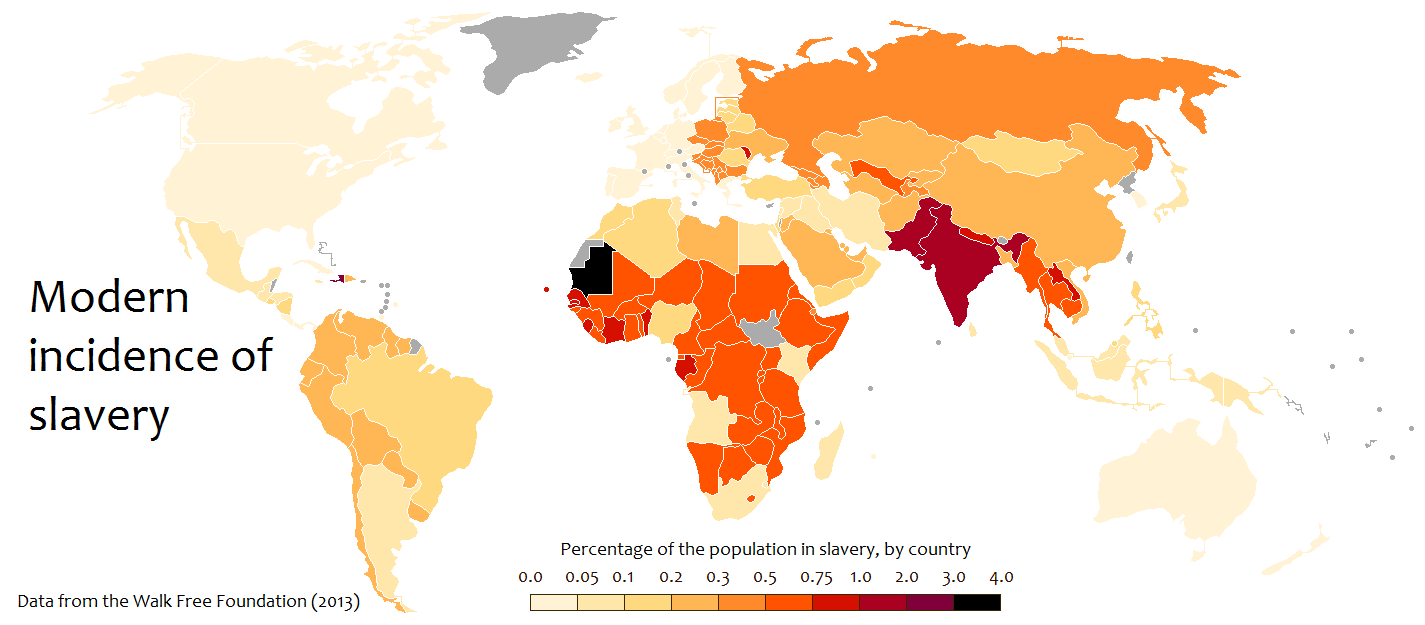
Bản đồ thể hiện Chỉ số nô lệ toàn cầu trên mỗi quốc gia

Chỉ số nô lệ toàn cầu là một nghiên cứu toàn cầu về chế độ nô lệ hiện đại được công bố bởi sáng kiến Walk Free của Minderoo Foundation. Bốn phiên bản đã được xuất bản: năm 2013, 2014, 2016 và 2018.
Phiên bản 2018 được xây dựng dựa trên Ước tính toàn cầu về chế độ nô lệ hiện đại, ước tính rằng 40,3 triệu người đang phải làm nô lệ vào bất kỳ ngày nào trong năm 2016.
Chỉ số cung cấp thứ hạng trên ba chiều:
- Quy mô của vấn đề: tỷ lệ hiện mắc ước tính theo tỷ lệ phần trăm dân số và số tuyệt đối (theo quốc gia) [2]
- Phản ứng của chính phủ: Làm thế nào các chính phủ đang giải quyết vấn đề [3]
- Tính dễ bị tổn thương: Các yếu tố giải thích hoặc dự đoán tỷ lệ lưu hành [4]

Chỉ số này nhắm vào các công dân tư nhân, các tổ chức phi chính phủ, doanh nghiệp và quan chức nhà nước để họ có thể làm việc để chấm dứt chế độ nô lệ hiện đại. Tất cả dữ liệu liên quan có sẵn để tải về từ trang web.